# Cleome indecora
Cleome indecora là một loài thực vật có hoa trong họ Màng màng. Loài này được Liebm. ex Schouw mô tả khoa học đầu tiên năm 1845.